# Saint-Mars-du-Désert, Mayenne

Saint-Mars-du-Désert este o comună în departamentul Mayenne, Franța. În 2009 avea o populație de 200 de locuitori.